# デオキシグアノシン三リン酸
デオキシグアノシン三リン酸(Deoxyguanosine triphosphate、dGTP)は、ヌクレオシド三リン酸であり、DNA複製に用いられるヌクレオチドの前駆体である。この物質は、シークエンスやクローニングにおけるポリメラーゼ連鎖反応に用いられる。また、単純ヘルペスウイルスの治療に用いられるアシクロビルを競合阻害する 。